# Beszédes Sándor
Beszédes Sándor, Beszédes Sándor Alajos (Székesfehérvár, 1831. április 16. (keresztelés) – Bad Wörishofen, Bajorország, 1889. augusztus 19.) Esztergom fényképésze 1868-tól haláláig, a város képviselő-testületének tagja, az Esztergom és Vidéke című lap munkatársa.

## Élete

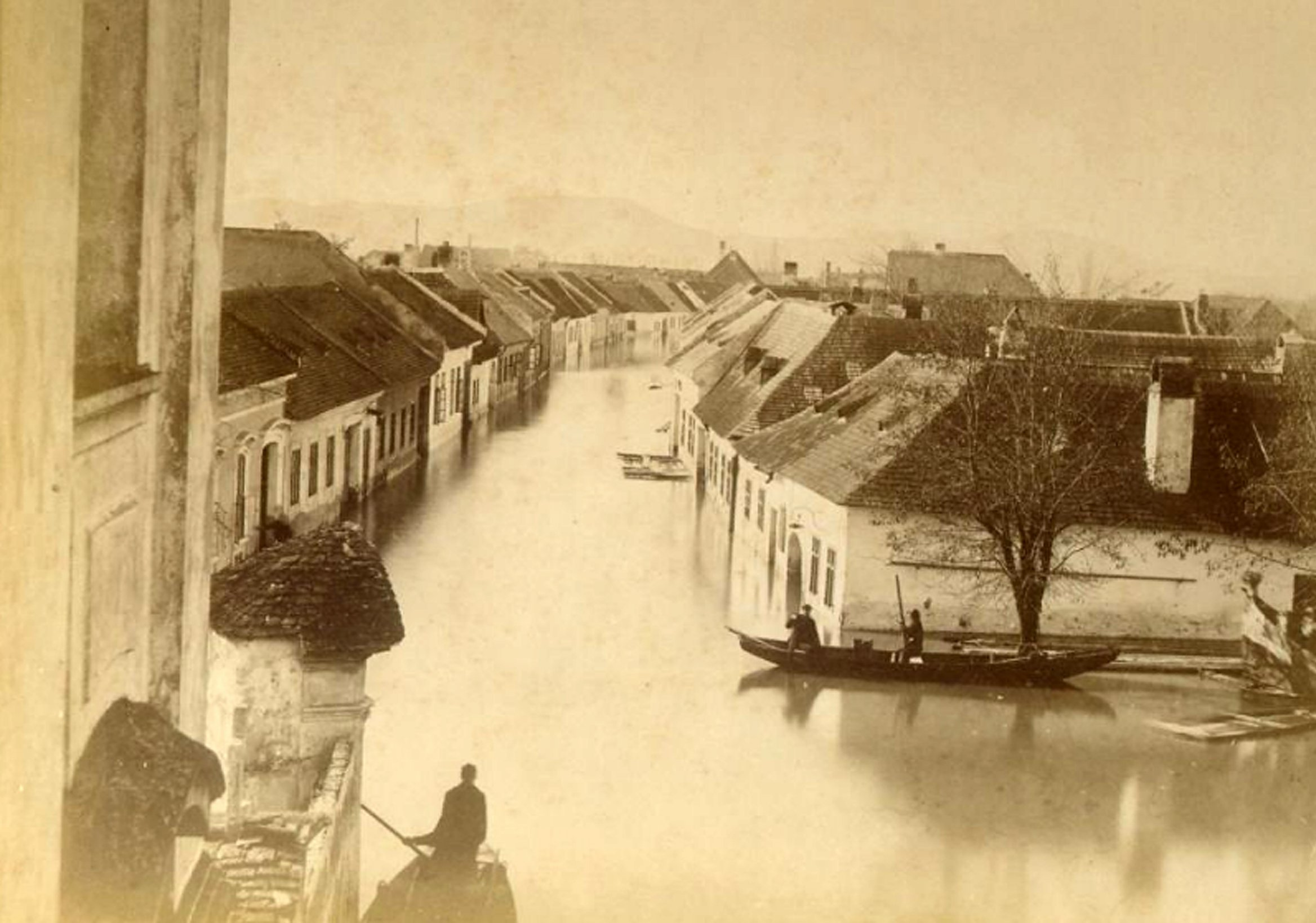
A Duna utca az Öregtemplomból, az 1876-os árvíz idején

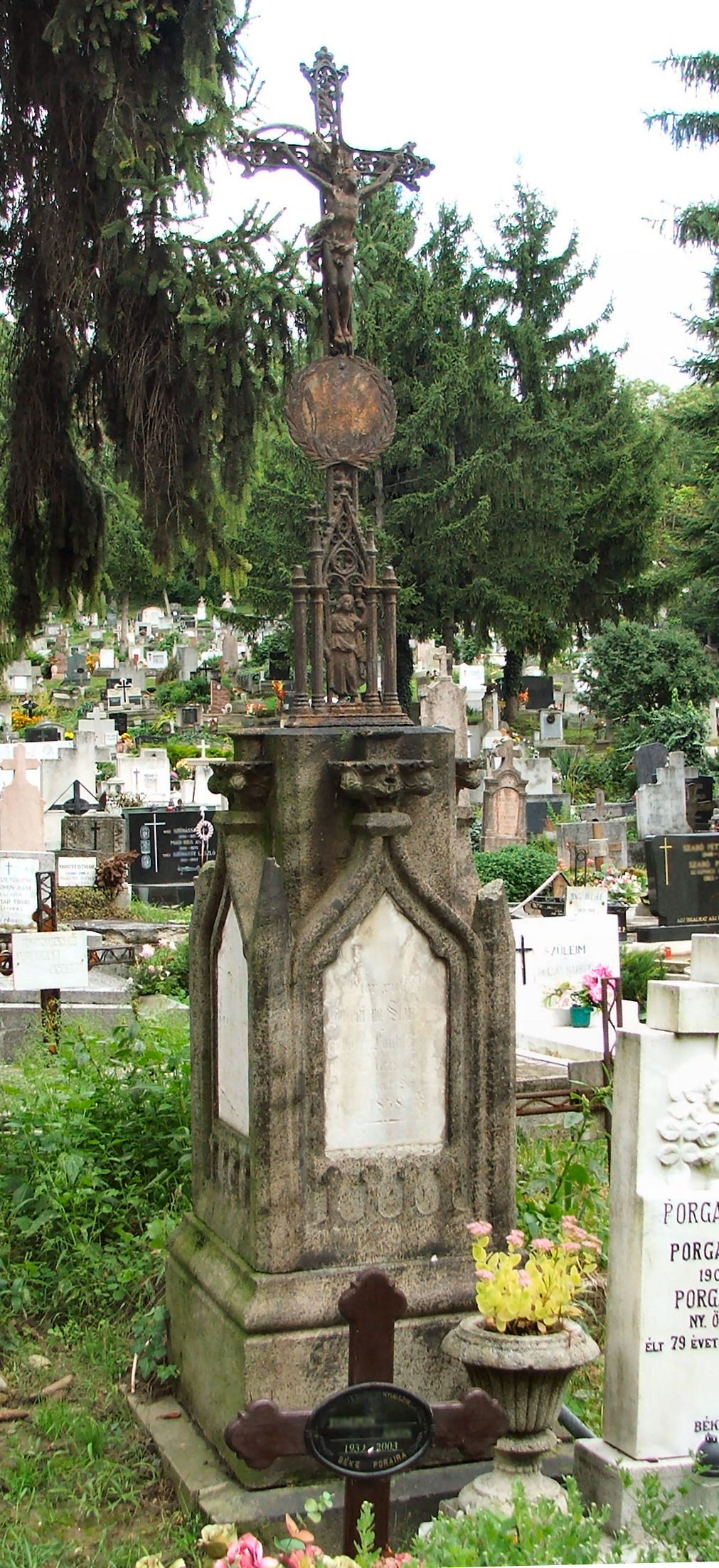
Sírja az esztergomi belvárosi temetőben (V. p. 14. sor 7. s. sz.)

Édesapja Beszédes Ferenc (1789-1866) Tolna megyei főmérnök, nagybátyja Beszédes József (1787-1852), a Magyar Tudományos Akadémia levelező tagja, a 19. századi folyószabályozások vezető mérnöke volt. Édesanyja Schvartzl Magdolna.
Az országos hírű fotóművész eredetileg csak átutazóként érkezett Esztergomba 1868-ban, de haláláig a város fényképésze maradt. Az Esztergomi Közlöny 1868. január 19-ei számában adta hírül, hogy  a művész megnyitotta műtermét az úgynevezett Vayand-féle szállodában (mai Kossuth Lajos utca 15). Feltehetőleg Pestről érkezett, mert az újság fővárosi lapokra hivatkozva méltatta Beszédest. Fotósorozatot készített a Főszékesegyházi Kincstár műtárgyairól, a prímási palota építéséről, az érsekség birtokairól, a kisdedóvó építéséről és a jáki templomról. Reprodukálta Magyarország hadtani térképeit, a Keresztény Múzeum Dürer „Kis passióját” és a belga királyné részére a Margitszigetről készített fényképalbumot. Sok portrékép maradt fenn tőle, egyházfőkről, nagypolgárokról, előkelőségekről, helyi mesteremberekről egyaránt. 1874-re már egy egész albumnyi képe gyűlt össze a városról, és kísérletezni kezdett egy új fotó sokszorozási technikával. Az általa „fényvésetnek” nevezett kőnyomatos sokszorosítási eljárásra az Osztrák–Magyar Monarchia területére szóló szabadalmat kapott, és találmányával elnyerte az 1873-as bécsi világkiállítás érmét. Kitüntetései közül legérdekesebb a belga királyné értékes gyémántgyűrűje.
Az 1876. február 23-26 közötti árvízről albumot adott ki. A következő évben Szegeden, az országos kiállításon is díszokmányt és érdemérmet kapott.
Beszédes esztergomi lokálpatriótává vált, a képviselő-testület tagja, és az Esztergom és Vidéke munkatársa lett.

## Halála
1889. augusztus 19-én, egy bajorországi nyaralás közben halt meg. Az Esztergom és Vidéke korabeli száma így számolt be halálhíréről:
„†Beszédes Sándor Esztergom egyik igen nevezetes emberét vesztette el. Az albertypiáról, a főszékesegyházi műkincsek fényképfelvételeiről, a nemzeti múzeum archaeologiai tárgyainak kitűnő fényképeiről igen széles körökben előnyösen ismert fényképíró váratlanul meghalt. Kutató szellem, fáradatlan kísérletező s a magyar photographia terén a legjobbak egyike volt. Bajorországban halt meg szélhüdésben. Wöris-hofenban keresett üdülést, a hol azonban halálát lelte. Beszédes Sándor ötvenkilenczedik életévében volt, az utóbbi években már nagyon megtörődött. Hulláját hazaszállították s temetése holnap délután lesz. Halála híre mindenütt őszinte részvétet kelt.”
Temetésére a királyi város belvárosi temetőjében került sor. Sírhelye: V. parcella 14. sor 7. s.sz. Felesége, Staudner Janka, akivel húsz éve voltak házasok, tovább működtette a fényképészeti műhelyt.

## Emlékezete
2007 óta utca viseli a nevét Szentjánoskút városrészen. Halálának 120. évfordulóján tárlat nyílt a megyei levéltár és a Prímási Levéltár szervezésében a megyei levéltár Palkovics-termében „Beszédes Sándor Esztergomban” címmel. Munkásságának összegyűjtött darabjait CD-n is kiadták.